# Elecciones generales de España de 2016
El domingo 26 de junio de 2016 se celebraron elecciones generales en España. Fueron las decimoterceras desde la transición a la democracia y las segundas con Felipe VI como rey. 
Los 36 518 100 ciudadanos con derecho al voto, aproximadamente 34 600 000 residentes en el país y 1 900 000 en el extranjero, fueron llamados a decidir la renovación de 558 de los 616 escaños que conforman las Cortes Generales: los 350 del Congreso de los Diputados y los 208 de elección directa del Senado. Tras estas elecciones comenzó la xii legislatura de las Cortes Generales.
El martes 3 de mayo de 2016, a las 00:00 horas las Cortes Generales quedaron automáticamente disueltas por mandato constitucional, tras no haber otorgado el Congreso de los Diputados el voto de confianza necesario a ningún de los candidatos para Presidente del Gobierno de España en los dos meses posteriores a la primera votación de investidura, dando fin a la XI Legislatura, la más corta de la historia reciente de España. En la mañana del mismo día fueron convocados los comicios por el rey, con el refrendo del presidente del Congreso de los Diputados Patxi López, mediante la expedición del real decreto de disolución de las Cortes Generales y convocatoria de elecciones, mismo que entró en vigor ese mismo día mediante su publicación en un Boletín Oficial del Estado extraordinario. Supone la primera vez en democracia en que se convocan unos comicios por la vía del artículo 99.5 de la Constitución.
El partido político más votado fue el Partido Popular (PP), presidido y liderado por el presidente en funciones Mariano Rajoy, cuyas candidaturas obtuvieron en el Congreso de los Diputados una mayoría simple de 137 escaños (catorce más que en diciembre de 2015) con el 33,03 % de los sufragios. 
El segundo partido más votado fue el Partido Socialista Obrero Español (PSOE) de Pedro Sánchez, que obtuvo el 22,62 % de los votos, lo que se tradujo en 85 diputados (cinco menos que en los anteriores comicios, su peor resultado en la actual democracia).
Unidos Podemos, coalición electoral liderada por Pablo Iglesias y Alberto Garzón y formada por Podemos, Izquierda Unida, Equo y otros ocho partidos menores de izquierda, obtuvo 45 diputados (en 2015 Podemos obtuvo 42 y Unidad Popular, 2) y el 13,42 % de los votos, que sumado a las coaliciones autonómicas En Comú Podem-Guanyem el Canvi —que revalidó sus 12 parlamentarios, 3,55 % de los votos—, Compromís-Podemos-EUPV: A la valenciana (9, 2,74 %) y En Marea, que perdió un diputado con respecto a 2015 (5, 1,44 %), todas ellas vinculadas a Podemos y otras formaciones de izquierda, dieron un total de 71 diputados y el 21,15 % de los votos.
Ciudadanos-Partido de la Ciudadanía (Cs), con Albert Rivera al frente, obtuvo 32 diputados, perdiendo ocho de ellos (un 13,06 % de los votos).
El resto del arco parlamentario quedó configurado por Esquerra Republicana de Catalunya-Catalunya Sí (9, 2,63 %), Convergència Democràtica de Catalunya (8, 2,01 %), el Partido Nacionalista Vasco (5, 1,19 %), Euskal Herria Bildu (2, 0,77 %) y Coalición Canaria-Partido Nacionalista Canario (1, 0,33 %). En cuanto a la participación, esta fue del 66,48 % del censo electoral, la más baja en unas elecciones generales de la actual democracia.
En el Senado, el Partido Popular mantuvo la mayoría absoluta, con 130 escaños de los 208 de designación libre en juego, obteniendo seis más. El Partido Socialista Obrero Español perdió cuatro, obteniendo 43, seguido de Unidos Podemos (8), Esquerra Republicana de Catalunya-Catalunya Sí (10, cuatro más que en 2015), el Partido Nacionalista Vasco (5), En Comú Podem-Guanyem el Canvi (4), Compromís-Podemos-EUPV: A la Valenciana (3), Convergència Democràtica de Catalunya (2) y En Marea, Coalición Canaria-Partido Nacionalista Canario y la Agrupación Socialista Gomera (todos ellos con un representante).

## Antecedentes

### Elecciones de 2015
Las elecciones generales del 20 de diciembre de 2015 fueron consideradas históricas por la pérdida de apoyo a los dos partidos mayoritarios —Partido Popular (PP) y Partido Socialista Obrero Español (PSOE)—, y la irrupción de dos nuevos partidos políticos en el Congreso de los Diputados —Podemos y Ciudadanos (Cs)—, que dejaron un reparto de escaños que imposibilitó la investidura de un presidente y obligó a los partidos políticos a establecer pactos.

### Incapacidad para investir a un presidente
El 22 de enero, el mismo día en el que el rey propondría un candidato, Pablo Iglesias (Podemos) propuso al rey (incluso antes que al PSOE), un gobierno de izquierdas en coalición en el que la presidencia recaería en Pedro Sánchez (PSOE), y la vicepresidencia en Pablo Iglesias. Ambos socios de gobierno se repartirían equitativamente los ministerios, entregándole uno a Izquierda Unida, propuesta que el mismo Sánchez denegó. Tras esto, el rey propuso como presidente del Gobierno a Mariano Rajoy (PP), quien declinó someterse a la investidura por falta de apoyos parlamentarios.
Los casos de corrupción en los que se veía inmerso el PP dificultaron las negociaciones con Ciudadanos y finalmente Sánchez afirmó que aceptaría una propuesta de investidura, pero con la condición de que Rajoy antes debería ser rechazado por la Cámara Baja en una sesión de investidura. Aun así, en la segunda ronda de contactos, el rey propuso a Sánchez.
El 24 de febrero el PSOE y Cs llegaron a un acuerdo de Gobierno con doscientas medidas para conseguir la investidura de Sánchez, un pacto que tuvo el rechazo inmediato del resto de formaciones. Sánchez se sometió a la investidura los días 1, 2 y 4 de marzo pero no logró la confianza de la Cámara Baja en ninguna de las dos votaciones celebradas.
Durante los meses de marzo y abril siguieron las negociaciones entre los partidos, con el pacto PSOE-Cs vigente y con tres posibilidades de investidura: un pacto PSOE-Cs-Podemos, que fracasó por las diferencias entre Cs y Podemos; un pacto PP-PSOE-Cs; o una gran coalición entre PP y PSOE, que no vieron la luz por la exigencia del PSOE de que los miembros del PP salieran del Ejecutivo.
Una última ronda de contactos los días 25 y 26 de abril llevó al rey a no proponer a ningún candidato para la presidencia del Gobierno.

### Disolución de las Cortes y convocatoria de elecciones
Debido a la inexistencia de un candidato que contara con los apoyos necesarios hasta la fecha, el 3 de mayo el rey ejecutó el mandato constitucional y convocó nuevas elecciones, con el refrendo del presidente del Congreso de los Diputados, Patxi López —y no a propuesta del presidente del Gobierno, que se encontraba cesado y en funciones desde el 21 de diciembre de 2015—, mediante la expedición de un real decreto de disolución de las Cortes Generales y convocatoria de elecciones, que entró en vigor aquel mismo día mediante su publicación en el Boletín Oficial del Estado.

## Sistema electoral
La legislación que actualmente regula los procesos electorales en España consiste en las siguientes normas:
- la Constitución española de 1978;
- la Ley Orgánica 5/1985, de 19 de junio, del Régimen Electoral General (LOREG); y
- la Ley Orgánica 2/2011, de 28 de enero, por la que se modifica la Ley Orgánica 5/1985, de 19 de junio, del Régimen Electoral General.[34]

### Congreso de los Diputados
La Constitución establece que el Congreso de los Diputados, elegido cada cuatro años, se compone de un mínimo de 300 y de un máximo de 400 diputados, elegidos por sufragio universal, libre, igual, directo y secreto. La circunscripción electoral del Congreso es la provincia —Ceuta y Melilla son consideradas circunscripciones a todos los efectos—. El número total de diputados está fijado por la Loreg —350 diputados—, asignando una representación mínima inicial a cada circunscripción —2 diputados; 1 en el caso de Ceuta y Melilla— y distribuyendo los otros 248 en proporción a la población de derecho. La elección se verificará en cada circunscripción atendiendo a criterios de representación proporcional.
No se tienen en cuenta aquellas candidaturas que no hubieran obtenido, al menos, el 3 % de los votos válidos emitidos en la circunscripción. Los representantes se asignan según el sistema d'Hondt. Se considera voto válido todo aquel dado a una candidatura o emitido en blanco, pero no el voto nulo.
Se acusa a la división en circunscripción provincial de perjudicar seriamente a los partidos pequeños y a los medianos cuya distribución no esté concentrada territorialmente. El porcentaje mínimo de votos del 3 % para considerar una candidatura solo tiene implicaciones prácticas en las circunscripciones grandes en las que se eligen un gran número de diputados (Madrid y Barcelona). De hecho, solamente se ha aplicado una vez, en 1993, cuando en virtud de esta norma se negó la entrada de CDS al hemiciclo, otorgando el escaño que le hubiera correspondido al PSOE.
Para estas elecciones todas las circunscripciones mantienen su reparto en escaños de las elecciones de diciembre de 2015, salvo la de León, que pierde un diputado en favor de la de Valencia. La distribución y número de diputados para las elecciones de 2016 quedaron fijados de la siguiente manera:
| Circunscripción                                                                        | Diputados | Mapa |
| -------------------------------------------------------------------------------------- | --------- | ---- |
| Madrid                                                                                 | 36        |      |
| Barcelona                                                                              | 31        |      |
| Valencia(+1)                                                                           | 16        |      |
| Alicante y Sevilla                                                                     | 12        |      |
| Málaga                                                                                 | 11        |      |
| Murcia                                                                                 | 10        |      |
| Cádiz                                                                                  | 9         |      |
| Asturias, Baleares, La Coruña, Las Palmas y Vizcaya                                    | 8         |      |
| Granada, Pontevedra, Santa Cruz de Tenerife y Zaragoza                                 | 7         |      |
| Almería, Badajoz, Córdoba, Gerona, Guipúzcoa, Tarragona y Toledo                       | 6         |      |
| Cantabria, Castellón, Ciudad Real, Huelva, Jaén, Navarra y Valladolid                  | 5         |      |
| Álava, Albacete, Burgos, Cáceres, León(–1), Lérida, Lugo, Orense, La Rioja y Salamanca | 4         |      |
| Ávila, Cuenca, Guadalajara, Huesca, Palencia, Segovia, Teruel y Zamora                 | 3         |      |
| Soria                                                                                  | 2         |      |
| Ceuta y Melilla                                                                        | 1         |      |

### Senado
De acuerdo con la Constitución, el Senado es una Cámara de representación territorial. Además de los 208 senadores que son elegidos por sufragio universal, libre, igual, directo y secreto, los órganos legislativos de las comunidades autónomas designan un senador y otro por cada millón de habitantes, conformando así un total de 266 senadores. 
En cada circunscripción provincial se elegirán cuatro senadores; en las circunscripciones insulares se elegirán tres en Gran Canaria, Mallorca y Tenerife, y uno en Ibiza-Formentera, Menorca, Fuerteventura, La Gomera, El Hierro, Lanzarote y La Palma. Las poblaciones de Ceuta y Melilla elegirán cada una de ellas dos senadores. La distribución y número de senadores para las elecciones de 2016 quedaron fijados de la siguiente manera:
| Circunscripción                                                                      | Senadores | Mapa |
| ------------------------------------------------------------------------------------ | --------- | ---- |
| Circunscripción provincial                                                           | 4         |      |
| Gran Canaria, Mallorca y Tenerife                                                    | 3         |      |
| Ceuta y Melilla                                                                      | 2         |      |
| Fuerteventura, La Gomera, El Hierro, Ibiza-Formentera, Lanzarote, Menorca y La Palma | 1         |      |

## Calendario
| Fecha        | Evento |
| ------------ | --- |
| 3 de mayo    | Publicación en el Boletín Oficial del Estado del real decreto de disolución de las Cortes y de convocatoria de elecciones.                    |
| 6 de mayo    | Constitución inicial de las Juntas Electorales Provinciales y de Zona.                                                                        |
| 9 de mayo    | Publicación en boletines oficiales provinciales y exposición en Ayuntamientos de las Secciones, Locales y Mesas.                              |
| 10 de mayo   | Último día de publicación en los boletines oficiales provinciales de la relación de miembros de Juntas Electorales Provinciales y de Zona.    |
| 13 de mayo   | Último día para que los partidos que quieren presentarse en coalición con otras formaciones lo comuniquen a la Junta Electoral.               |
| 16 de mayo   | Último día de consulta del censo electoral en Ayuntamientos y Consulados y reclamaciones respecto de las inclusiones/exclusiones en el censo. |
| 20 de mayo   | Notificación y exposición en los Ayuntamientos y Consulados de las rectificaciones del censo.                                                 |
| 23 de mayo   | Último día para presentar las candidaturas ante la Junta Electoral.                                                                           |
| 25 de mayo   | Publicación en el Boletín Oficial del Estado de las candidaturas presentadas.                                                                 |
| 28 de mayo   | Último día para que los españoles residentes en el extranjero y temporalmente ausentes soliciten el voto.                                     |
| 30 de mayo   | Último día para que se solicite documentación para el voto en braille.                                                                        |
| 31 de mayo   | Publicación en el Boletín Oficial de Estado de las candidaturas proclamadas una vez subsanadas las posibles irregularidades detectadas.       |
| 1 de junio   | Último día para designar por sorteo a los miembros de las mesas electorales.                                                                  |
| 10 de junio  | Comienzo de la campaña electoral a las 00:00 horas.                                                                                           |
| 16 de junio  | Último día para solicitar el voto por correo para los electores residentes en España.                                                         |
| 21 de junio  | Prohibición de publicación, difusión o reproducción de sondeos electorales.                                                                   |
| 24 de junio  | Finalización de la campaña electoral a las 24:00 horas.                                                                                       |
| 25 de junio  | Jornada de reflexión. |
| 26 de junio  | Jornada electoral. |
| 29 de junio  | Tiene lugar el escrutinio general, en el que también se cuentan los votos procedentes del extranjero.                                         |
| 19 de julio  | Constitución de las Cortes Generales a las 10:00 horas.                                                                                       |
| 19 de agosto | Último día para que se publiquen los resultados definitivos de las elecciones.                                                                |

## Proclamación de candidaturas
El 31 de mayo se publicaron en el Boletín Oficial del Estado las listas definitivas con las candidaturas proclamadas para las elecciones generales. Unas setenta fuerzas políticas concurrieron finalmente a las elecciones, aunque solo ocho lo hicieron en todas las circunscripciones: Partido Popular, Partido Socialista Obrero Español —representado por el Partido de los Socialistas de Cataluña en esta comunidad—, Podemos, Ciudadanos-Partido de la Ciudadanía, Izquierda Unida —representado por Esquerra Unida i Alternativa en Cataluña—, Partido Animalista Contra el Maltrato Animal, Unificación Comunista de España y Los Verdes-Grupo Verde, que concurrieron en solitario o en coalición con otras.

## Campaña electoral
La campaña electoral empezó a las 0:00 horas del 10 de junio. Las cuatro principales fuerzas políticas arrancaron la campaña en la ciudad de Madrid; en concreto, el Partido Popular (PP) lo hizo junto al Templo de Debod, el Partido Socialista Obrero Español (PSOE) en la Plaza de Pedro Zerolo, Unidos Podemos en el Parque de la Cornisa y Ciudadanos-Partido de la Ciudadanía (Cs) en la Plaza de la Villa.
Cinco días antes de las elecciones, la legislación electoral prohíbe «la publicación y difusión o reproducción de sondeos electorales por cualquier medio de comunicación». La campaña terminó a las 24:00 horas del 24 de junio. A partir de ese momento, la ley prohíbe difundir propaganda electoral y realizar cualquier acto de campaña. El día 25 fue la jornada de reflexión.
El PP cerró la campaña con un mitin en la Plaza de Colón de Madrid; el PSOE, con un acto en Sevilla; Unidos Podemos, en el Parque Madrid Río; Cs, con un mitin en la Plaza de la Ópera madrileña; Convergència Democràtica de Catalunya (CDC), en Manresa; y el Partido Nacionalista Vasco (EAJ-PNV), en Bilbao.

### Lemas de campaña
Los eslóganes de campaña utilizados por las distintas formaciones son los siguientes:
- PP: A favor.[44]
- PSOE: Un sí por el cambio.[45]
- Unidos Podemos: La sonrisa de un país.[46]
- Ciudadanos: Tiempo de acuerdo, tiempo de cambio.[47]
- En Comú Podem: Guanyem el canvi (‘Ganemos el cambio’).[48]
- A la valenciana: La victòria de la gent (‘La victoria de la gente’).[49]
- En Marea: O cambio non hai quen o pare (‘El cambio no hay quien lo pare’).[50]
- ERC-CatSí: L'únic canvi possible (‘El único cambio posible’).[51]
- CDC: Fets X Catalunya (‘Hechos X Cataluña’).[52]
- EAJ-PNV: Lehenik Euskadi. Euskadi es lo que importa (‘Primero Euskadi. Euskadi es lo que importa’).[53]
- EH Bildu: Aukerak zabaltzera goaz (‘Vamos a crear oportunidades’).[54]
- PACMA: Su voz, tu voto.[55]
- Geroa Bai: Benetako aldaketa (‘El cambio, en serio’).[56]
- UPyD: Nuestro pacto es contigo.[57]
- Vox: Hacer España grande otra vez.[58]

### Debates electorales

#### En precampaña
- 5 de junio. Debate entre Pablo Iglesias (Unidos Podemos) y Albert Rivera (Cs), organizado por Salvados (La Sexta). Moderado por Jordi Évole.[59]
- 9 de junio. Debate entre Andrea Levy (PP), Margarita Robles (PSOE), Carolina Bescansa (Unidos Podemos) e Inés Arrimadas (Cs), organizado por Atresmedia y retransmitido por Antena 3. Moderado por Vicente Vallés.[60]

#### En campaña
- 12 de junio. Debate exclusivamente económico entre Luis de Guindos (PP), Jordi Sevilla (PSOE), Alberto Garzón (Unidos Podemos) y Luis Garicano (Cs), organizado por El objetivo (La Sexta). Moderado por Ana Pastor.[61]

- 13 de junio. Debate entre Mariano Rajoy (PP), Pedro Sánchez (PSOE), Pablo Iglesias (Unidos Podemos) y Albert Rivera (Cs), organizado por la Academia de las Ciencias y las Artes de Televisión y retransmitido simultáneamente por La 1, Antena 3, Telecinco, La Sexta, 13 TV y algunas cadenas de la FORTA.[62] Moderado por Ana Blanco (en representación de RTVE), Vicente Vallés (Atresmedia) y Pedro Piqueras (Mediaset).[63]

## Jornada electoral

### Participación
|  | 36,87 % |

|  | 37,01 % |

|  | 51,22 % |

|  | 58,37 % |

|  | 69,84 % |

|  | 73,20 % |

### Escrutinio

#### Congreso de los Diputados
|  | 33,01 % |

|  | 22,63 % |

|  | 13,42 % |

|  | 13,06 % |

|  | 3,55 % |

|  | 2,74 % |

|  | 2,63 % |

|  | 2,01 % |

|  | 1,44 % |

|  | 1,19 % |

|  | 0,77 % |

|  | 0,33 % |

|  | 1,19 % |

|  | 0,22 % |

|  | 0,21 % |

|  | 0,8 % |

|  | 0,73 % |

|  | 99,07 % |

|  | 66,48 % |

|  | 0,93 % |

|  | 66,48 % |

|  | 33,52 % |

1. ↑  134 del PP, 2 de UPN y 1 de FAC.
2. ↑  77 del PSOE, 7 del PSC y 1 de NCa.
3. ↑  37 de Podemos, 4 de IU, 3 de Equo y 1 de CUT.
4. ↑  4 de BComú (de ellos 2 de Procés Constituent), 3 de ICV, 2 de Podemos, 2 de EUiA (de Comunistes) y 1 independiente.
5. ↑  4 de Podemos, 4 de Compromís (de ellos, 2 del Bloc y 2 de IdPV) y 1 de EUPV.
6. ↑  2 de Podemos, 2 de Anova y 1 de EU.

##### Resultados por autonomía
| Autonomía                       |       |       |       |       |       |       |       |       |       |       |       |      | Dif.   | Part. |
| ------------------------------- | ----- | ----- | ----- | ----- | ----- | ----- | ----- | ----- | ----- | ----- | ----- | ---- | ------ | ----- |
| Andalucía                       | 33,56 | 31,24 | 18,56 | 13,58 |       |       |       |       |       |       |       |      | +2,32  | 68,20 |
| Aragón                          | 35,89 | 24,86 | 19,68 | 16,20 |       |       |       |       |       |       |       |      | +11,03 | 71,89 |
| Asturias                        | 35,28 | 24,84 | 23,78 | 12,63 |       |       |       |       |       |       |       |      | +10,44 | 68,19 |
| Cantabria                       | 41,56 | 23,55 | 17,69 | 14,41 |       |       |       |       |       |       |       |      | +17,01 | 73,33 |
| Castilla-La Mancha              | 42,79 | 27,31 | 14,64 | 13,06 |       |       |       |       |       |       |       |      | +15,48 | 72,96 |
| Castilla y León                 | 44,33 | 23,17 | 15,50 | 14,15 |       |       |       |       |       |       |       |      | +21,16 | 73,34 |
| Cataluña                        | 13,36 | 16,12 |       | 10,93 | 24,51 |       | 18,17 | 13,92 |       |       |       |      | +6,34  | 65,61 |
| Comunidad de Madrid             | 38,27 | 19,62 | 21,23 | 17,75 |       |       |       |       |       |       |       |      | +17,04 | 74,27 |
| Comunidad Valenciana            | 35,49 | 20,81 |       | 14,96 |       | 25,37 |       |       |       |       |       |      | +10,12 | 74,08 |
| Extremadura                     | 39,94 | 34,57 | 13,04 | 10,53 |       |       |       |       |       |       |       |      | +5,37  | 70,45 |
| Galicia                         | 41,49 | 22,25 |       | 8,63  |       |       |       |       | 22,18 |       |       |      | +19,24 | 69,63 |
| Islas Baleares                  | 35,09 | 20,10 | 25,38 | 14,57 |       |       |       |       |       |       |       |      | +9,71  | 62,58 |
| Islas Canarias                  | 34,07 | 22,54 | 20,24 | 12,02 |       |       |       |       |       |       |       | 7,99 | +11,53 | 64,37 |
| La Rioja                        | 42,63 | 24,33 | 16,58 | 13,98 |       |       |       |       |       |       |       |      | +18,40 | 74,71 |
| Murcia                          | 46,74 | 20,29 | 14,39 | 15,69 |       |       |       |       |       |       |       |      | +26,45 | 71,34 |
| Navarra                         | 31,88 | 17,36 | 28,33 | 6,09  |       |       |       |       |       |       | 9,38  |      | +3,55  | 70,58 |
| País Vasco                      | 12,85 | 14,24 | 29,05 | 3,51  |       |       |       |       |       | 24,91 | 13,30 |      | +4,14  | 67,44 |
| Ceuta                           | 51,91 | 22,60 | 10,90 | 11,52 |       |       |       |       |       |       |       |      | +29,31 | 52,57 |
| Melilla                         | 49,90 | 24,64 | 9,77  | 12,38 |       |       |       |       |       |       |       |      | +25,26 | 51,35 |
| Total                           | 33,03 | 22,66 | 13,37 | 13,05 | 3,55  | 2,74  | 2,63  | 2,01  | 1,44  | 1,20  | 0,77  | 0,33 | +10,37 | 69,84 |
| Fuente: Ministerio del Interior |       |       |       |       |       |       |       |       |       |       |       |      |        |       |

##### Resultados por circunscripciones
| Circunscripción        |     |    |    |    |    |   |   |   |   |   |   |   | Total |
| ---------------------- | --- | -- | -- | -- | -- | - | - | - | - | - | - | - | ----- |
| Álava                  | 1   | 1  | 1  | 0  |    |   |   |   |   | 1 | 0 |   | 4     |
| Albacete               | 2   | 1  | 1  | 0  |    |   |   |   |   |   |   |   | 4     |
| Alicante               | 5   | 2  |    | 2  |    | 3 |   |   |   |   |   |   | 12    |
| Almería                | 3   | 2  | 0  | 1  |    |   |   |   |   |   |   |   | 6     |
| Asturias               | 3   | 2  | 2  | 1  |    |   |   |   |   |   |   |   | 8     |
| Ávila                  | 2   | 1  | 0  | 0  |    |   |   |   |   |   |   |   | 3     |
| Badajoz                | 3   | 2  | 1  | 0  |    |   |   |   |   |   |   |   | 6     |
| Baleares, Islas        | 3   | 2  | 2  | 1  |    |   |   |   |   |   |   |   | 8     |
| Barcelona              | 4   | 5  |    | 4  | 9  |   | 5 | 4 |   |   |   |   | 31    |
| Burgos                 | 2   | 1  | 1  | 0  |    |   |   |   |   |   |   |   | 4     |
| Cáceres                | 2   | 2  | 0  | 0  |    |   |   |   |   |   |   |   | 4     |
| Cádiz                  | 3   | 3  | 2  | 1  |    |   |   |   |   |   |   |   | 9     |
| Cantabria              | 2   | 1  | 1  | 1  |    |   |   |   |   |   |   |   | 5     |
| Castellón              | 2   | 1  |    | 1  |    | 1 |   |   |   |   |   |   | 5     |
| Ceuta                  | 1   | 0  | 0  | 0  |    |   |   |   |   |   |   |   | 1     |
| Ciudad Real            | 3   | 2  | 0  | 0  |    |   |   |   |   |   |   |   | 5     |
| Córdoba                | 2   | 2  | 1  | 1  |    |   |   |   |   |   |   |   | 6     |
| Coruña, La             | 4   | 2  |    | 0  |    |   |   |   | 2 |   |   |   | 8     |
| Cuenca                 | 2   | 1  | 0  | 0  |    |   |   |   |   |   |   |   | 3     |
| Gerona                 | 0   | 1  |    | 0  | 1  |   | 2 | 2 |   |   |   |   | 6     |
| Granada                | 3   | 2  | 1  | 1  |    |   |   |   |   |   |   |   | 7     |
| Guadalajara            | 2   | 1  | 0  | 0  |    |   |   |   |   |   |   |   | 3     |
| Guipúzcoa              | 0   | 1  | 2  | 0  |    |   |   |   |   | 2 | 1 |   | 6     |
| Huelva                 | 2   | 2  | 1  | 0  |    |   |   |   |   |   |   |   | 5     |
| Huesca                 | 1   | 1  | 1  | 0  |    |   |   |   |   |   |   |   | 3     |
| Jaén                   | 2   | 2  | 1  | 0  |    |   |   |   |   |   |   |   | 5     |
| León                   | 2   | 1  | 1  | 0  |    |   |   |   |   |   |   |   | 4     |
| Lérida                 | 1   | 0  |    | 0  | 1  |   | 1 | 1 |   |   |   |   | 4     |
| Lugo                   | 2   | 1  |    | 0  |    |   |   |   | 1 |   |   |   | 4     |
| Madrid                 | 15  | 7  | 8  | 6  |    |   |   |   |   |   |   |   | 36    |
| Málaga                 | 4   | 3  | 2  | 2  |    |   |   |   |   |   |   |   | 11    |
| Melilla                | 1   | 0  | 0  | 0  |    |   |   |   |   |   |   |   | 1     |
| Murcia                 | 5   | 2  | 1  | 2  |    |   |   |   |   |   |   |   | 10    |
| Navarra                | 2   | 1  | 2  | 0  |    |   |   |   |   |   |   |   | 5     |
| Orense                 | 3   | 1  |    | 0  |    |   |   |   | 0 |   |   |   | 4     |
| Palencia               | 2   | 1  | 0  | 0  |    |   |   |   |   |   |   |   | 3     |
| Palmas, Las            | 3   | 2  | 2  | 1  |    |   |   |   |   |   |   | 0 | 8     |
| Pontevedra             | 3   | 2  |    | 0  |    |   |   |   | 2 |   |   |   | 7     |
| Rioja, La              | 2   | 1  | 1  | 0  |    |   |   |   |   |   |   |   | 4     |
| Salamanca              | 3   | 1  | 0  | 0  |    |   |   |   |   |   |   |   | 4     |
| Santa Cruz de Tenerife | 3   | 1  | 1  | 1  |    |   |   |   |   |   |   | 1 | 7     |
| Segovia                | 2   | 1  | 0  | 0  |    |   |   |   |   |   |   |   | 3     |
| Sevilla                | 4   | 4  | 3  | 1  |    |   |   |   |   |   |   |   | 12    |
| Soria                  | 1   | 1  | 0  | 0  |    |   |   |   |   |   |   |   | 2     |
| Tarragona              | 1   | 1  |    | 1  | 1  |   | 1 | 1 |   |   |   |   | 6     |
| Teruel                 | 2   | 1  | 0  | 0  |    |   |   |   |   |   |   |   | 3     |
| Toledo                 | 3   | 2  | 1  | 0  |    |   |   |   |   |   |   |   | 6     |
| Valencia               | 6   | 3  |    | 2  |    | 5 |   |   |   |   |   |   | 16    |
| Valladolid             | 2   | 1  | 1  | 1  |    |   |   |   |   |   |   |   | 5     |
| Vizcaya                | 1   | 1  | 3  | 0  |    |   |   |   |   | 2 | 1 |   | 8     |
| Zamora                 | 2   | 1  | 0  | 0  |    |   |   |   |   |   |   |   | 3     |
| Zaragoza               | 3   | 2  | 1  | 1  |    |   |   |   |   |   |   |   | 7     |
| TOTAL                  | 137 | 85 | 45 | 32 | 12 | 9 | 9 | 8 | 5 | 5 | 2 | 1 | 350   |

#### Senado
| Lista electoral | Lista electoral                                                | Integrantes                                                                                       | Senadores | Diferencia |
| --------------- | -------------------------------------------------------------- | ------------------------------------------------------------------------------------------------- | --------- | ---------- |
|                 | Partido Popular PP                                             | PP UPN FORO PAR                                                                                   | 130       | 6          |
|                 | Partido Socialista Obrero Español PSOE                         | PSOE PSC NCa                                                                                      | 43        | 4          |
|                 | Esquerra Republicana de Catalunya-Catalunya Sí ERC-CATSÍ       | ERC CatSí                                                                                         | 10        | 4          |
|                 | Unidos Podemos PODEMOS-IU-EQUO                                 | Ver lista Podemos IU Equo MÉS per Balears Batzarre UPeC IAS CLI-AS Segoviemos IZCA PARTICIPA AAeC | 8         | Nuevo      |
|                 | Euzko Alderdi Jeltzalea-Partido Nacionalista Vasco EAJ-PNV     | EAJ-PNV                                                                                           | 5         | 1          |
|                 | En Comú Podem-Guanyem el Canvi EN COMÚ                         | BeC Podemos ICV EUiA                                                                              | 4         | 0          |
|                 | Compromís-Podemos-EUPV: A la valenciana PODEMOS-COMPROMÍS-EUPV | Compromís Podemos EUPV                                                                            | 3         | 2          |
|                 | Convergència Democràtica de Catalunya CDC                      | CDC PDeCAT                                                                                        | 2         | 4          |
|                 | En Marea PODEMOS-EN MAREA-ANOVA-EU                             | Podemos EU Anova                                                                                  | 1         | 1          |
|                 | Agrupación Socialista Gomera ASG                               | ASG                                                                                               | 1         | 0          |
|                 | Coalición Canaria-Partido Nacionalista Canario CC-PNC          | CCa PNC                                                                                           | 1         | 0          |

##### Resultados por circunscripciones
| Circunscripción  |     |    |   |   |   |   |    |   |   |   |   |   | Total |
| ---------------- | --- | -- | - | - | - | - | -- | - | - | - | - | - | ----- |
| Álava            | 1   | 0  | 3 | 0 |   |   |    |   |   | 0 |   |   | 4     |
| Albacete         | 3   | 1  | 0 | 0 |   |   |    |   |   |   |   |   | 4     |
| Alicante         | 3   | 0  |   | 0 |   | 1 |    |   |   |   |   |   | 4     |
| Almería          | 3   | 1  | 0 | 0 |   |   |    |   |   |   |   |   | 4     |
| Asturias         | 3   | 1  | 0 | 0 |   |   |    |   |   |   |   |   | 4     |
| Ávila            | 3   | 1  | 0 | 0 |   |   |    |   |   |   |   |   | 4     |
| Badajoz          | 3   | 1  | 0 | 0 |   |   |    |   |   |   |   |   | 4     |
| Barcelona        | 0   | 0  |   | 0 | 3 |   | 1  | 0 |   |   |   |   | 4     |
| Burgos           | 3   | 1  | 0 | 0 |   |   |    |   |   |   |   |   | 4     |
| Cáceres          | 3   | 1  | 0 | 0 |   |   |    |   |   |   |   |   | 4     |
| Cádiz            | 3   | 1  | 0 | 0 |   |   |    |   |   |   |   |   | 4     |
| Cantabria        | 3   | 1  | 0 | 0 |   |   |    |   |   |   |   |   | 4     |
| Castellón        | 3   | 0  |   | 0 |   | 1 |    |   |   |   |   |   | 4     |
| Ceuta            | 2   | 0  | 0 | 0 |   |   |    |   |   |   |   |   | 2     |
| Ciudad Real      | 3   | 1  | 0 | 0 |   |   |    |   |   |   |   |   | 4     |
| Córdoba          | 3   | 1  | 0 | 0 |   |   |    |   |   |   |   |   | 4     |
| Coruña, La       | 3   | 1  |   | 0 |   |   |    |   | 0 |   |   |   | 4     |
| Cuenca           | 3   | 1  | 0 | 0 |   |   |    |   |   |   |   |   | 4     |
| Ibiza-Formentera | 1   | 0  | 0 | 0 |   |   |    |   |   |   |   |   | 1     |
| El Hierro        | 0   | 0  | 0 | 0 |   |   |    |   |   |   | 1 |   | 1     |
| Fuerteventura    | 1   | 0  | 0 | 0 |   |   |    |   |   |   | 0 |   | 1     |
| Gerona           | 0   | 0  |   | 0 | 0 |   | 3  | 1 |   |   |   |   | 4     |
| Gran Canaria     | 2   | 1  | 0 | 0 |   |   |    |   |   |   | 0 |   | 3     |
| Granada          | 3   | 1  | 0 | 0 |   |   |    |   |   |   |   |   | 4     |
| Guadalajara      | 3   | 1  | 0 | 0 |   |   |    |   |   |   |   |   | 4     |
| Guipúzcoa        | 0   | 0  | 2 | 0 |   |   |    |   |   | 2 |   |   | 4     |
| Huelva           | 1   | 3  | 0 | 0 |   |   |    |   |   |   |   |   | 4     |
| Huesca           | 3   | 1  | 0 | 0 |   |   |    |   |   |   |   |   | 4     |
| Jaén             | 1   | 3  | 0 | 0 |   |   |    |   |   |   |   |   | 4     |
| La Gomera        | 0   | 0  | 0 | 0 |   |   |    |   |   |   | 0 | 1 | 1     |
| Lanzarote        | 1   | 0  | 0 | 0 |   |   |    |   |   |   | 0 |   | 1     |
| León             | 3   | 1  | 0 | 0 |   |   |    |   |   |   |   |   | 4     |
| Lérida           | 0   | 0  |   | 0 | 0 |   | 3  | 1 |   |   |   |   | 4     |
| Lugo             | 3   | 1  |   | 0 |   |   |    |   | 0 |   |   |   | 4     |
| Madrid           | 3   | 1  | 0 | 0 |   |   |    |   |   |   |   |   | 4     |
| Málaga           | 3   | 1  | 0 | 0 |   |   |    |   |   |   |   |   | 4     |
| Mallorca         | 2   | 0  | 1 | 0 |   |   |    |   |   |   |   |   | 3     |
| Melilla          | 2   | 0  | 0 | 0 |   |   |    |   |   |   |   |   | 2     |
| Menorca          | 1   | 0  | 0 | 0 |   |   |    |   |   |   |   |   | 1     |
| Murcia           | 3   | 1  | 0 | 0 |   |   |    |   |   |   |   |   | 4     |
| Navarra          | 3   | 0  | 1 | 0 |   |   |    |   |   |   |   |   | 4     |
| Orense           | 3   | 1  |   | 0 |   |   |    |   | 0 |   |   |   | 4     |
| Palencia         | 3   | 1  | 0 | 0 |   |   |    |   |   |   |   |   | 4     |
| Palma, La        | 1   | 0  | 0 | 0 |   |   |    |   |   |   | 0 |   | 1     |
| Pontevedra       | 3   | 0  |   | 0 |   |   |    |   | 1 |   |   |   | 4     |
| Rioja, La        | 3   | 1  | 0 | 0 |   |   |    |   |   |   |   |   | 4     |
| Salamanca        | 3   | 1  | 0 | 0 |   |   |    |   |   |   |   |   | 4     |
| Segovia          | 3   | 1  | 0 | 0 |   |   |    |   |   |   |   |   | 4     |
| Sevilla          | 1   | 3  | 0 | 0 |   |   |    |   |   |   |   |   | 4     |
| Soria            | 3   | 1  | 0 | 0 |   |   |    |   |   |   |   |   | 4     |
| Tarragona        | 0   | 0  |   | 0 | 1 |   | 3  | 0 |   |   |   |   | 4     |
| Tenerife         | 2   | 1  | 0 | 0 |   |   |    |   |   |   | 0 |   | 3     |
| Teruel           | 3   | 1  | 0 | 0 |   |   |    |   |   |   |   |   | 4     |
| Toledo           | 3   | 1  | 0 | 0 |   |   |    |   |   |   |   |   | 4     |
| Valencia         | 3   | 0  |   | 0 |   | 1 |    |   |   |   |   |   | 4     |
| Valladolid       | 3   | 1  | 0 | 0 |   |   |    |   |   |   |   |   | 4     |
| Vizcaya          | 0   | 0  | 1 | 0 |   |   |    |   |   | 3 |   |   | 4     |
| Zamora           | 3   | 1  | 0 | 0 |   |   |    |   |   |   |   |   | 4     |
| Zaragoza         | 3   | 1  | 0 | 0 |   |   |    |   |   |   |   |   | 4     |
| Total            | 130 | 43 | 8 | 0 | 4 | 3 | 10 | 2 | 1 | 5 | 1 | 1 | 208   |